# Домінік Собослаї
Домінік Собослаї (угор. Szoboszlai Dominik; нар. 25 жовтня 2000, Секешфегервар, Угорщина) — угорський футболіст, півзахисник клубу «Ліверпуль» та національної збірної Угорщини.
Пройшовши усі щаблі юнацького та молодіжного футболу, Домінік дебютував на дорослому рівні 2017 року в австрійському клубі «Ліферінг», фарм-клубі «Ред Булл» (Зальцбург). У січні 2018 року переведений до першої команди зальцбурзького клубу, де став гравцем стартового складу в сезоні 2018/19 років. Після трьох сезонів, в яких допоміг своєму клубу виграти три титули чемпіона країни та два національні кубки, у січні 2021 року Собослаї переїхав до німецького «РБ Лейпциг», клубу-партнера «Ред Булл» (Зальцбург), ставши найдорожчим угорським футболістом в історії.
Представляв Угорщину як на молодіжному, так і на дорослому рівні. Дебютував за головну команду країни в кваліфікації чемпіонату Європи 2020, допоміг своїй збірній кваліфікуватися до фінальної частини завдяки голу на останніх хвилинах у плей-оф проти Ісландії.

## Клубна кар'єра

### Ранні роки
Розпочав займатися футболом у Секешфегерварі, в дитячій ккоманді «Відеотон», а в 2015 році перейшов до юнацької команди МТК (Будапешт). Після року, проведеного в столиці Угорщини, у 2016 році повернувся до «Відеотону».

### «Ліферінг»
На професіональному рівні Домінік дебютував 21 липня 2017 року в поєдинку Першої ліги Австрії проти «Капфенберга». Дебютним голом на професіональному рівні відзначився 4 серпня 2017 року в поєдинку проти «Блау-Вайс» (Лінц).

### «Ред Булл» (Зальцбург)
За нову команду дебютував 27 травня 2018 року в поєдинку проти «Аустрії» (Відень). Домінік вийшов на поле на 57-ій хвилині, замінивши Енока Мвепу. Дебютним голом за клуб відзначився в переможному (6:0) поєдинку кубку Австрії проти «Егло Шварц». Першим голом у національному чемпіонаті відзначився 17 березня 2019 року в поєдинку проти «Ваккера» (Інсбрук). 17 вересня 2019 року в переможному (6:2) поєдинку Ліги чемпіонів проти бельгійського «Генка» дебютував в єврокубках та відзначився першим голом у вище вказаному турнірі .
10 червня 2020 року відзначився хет-триком у переможному для Зальцбурга поєдинку проти «Штурму» (Грац). Завершив сезон з 9-ма голами та 14-ма результативними передачами в 27-ми матчах чемпіонату, а також визнаний найкращим футболістом Бундесліги 2019/20.

### «РБ Лейпциг»
17 грудня 2020 року «РБ Лейпциг» оголосив про підписання з Домініком контракту на чотири з половиною роки, до червня 2025 року. Офіційно став гравцем клубу з 1 січня 2021 року. За даними ЗМІ трансфер Собослаї обійшовся німцям у суму 20 мільйонів євро, завдяки чому Домінік став найдорожчим угорським футболістом в історії.

## Кар'єра в збірній
На юнацькому чемпіонаті Європи (U-17) 2017 року в Хорватії був капітаном збірної Угорщини (U-17), відзначився двома голами й допоміг своїй збірній фінішувати на 6-му місці. На юнацькому чемпіонаті Європи також був капітаном збірної Угорщини (U-19). За молодіжну збірну Угорщини дебютував 1 вересня 2017 року в поєдинку проти молодіжної збірної Німеччини.
Свій перший виклик до табору національної збірної Угорщини отримав у червні 2017 року на товариський матч проти збірної Росії та поєдинок кваліфікації чемпіонату світу 2018 року проти Андорри. Дебютував у національній команді 21 березня 2019 року в матчі кваліфікації чемпіонату Європи 2020 проти Словаччини, замінивши на 54-й хвилині Ласло Кляйнгайслера. Своїм першим голом у національній команді відзначився домашньому поєдинку кваліфікації чемпіонату Європи 2020 проти вже вказаного суперника, Словаччини, реалізувавши штрафний удар. 
У виїзному поєдинку дивізіону B Ліги націй 2020/21 проти Туреччини в Сівасі відзначився голом зі штрафного удару, завдяки чому угорці здобули перемогу з рахунком 1:0.
У матчі плей-оф кваліфікації Євро-2020 проти Ісландії відзначився голом на останній хвилинах, завдяки чому вивів Угорщину на Євро-2020.

## Статистика виступів

### Клубна
Станом на 20 грудня 2020.
| Сезон                             | Команда                           | Чемпіонат                         | Чемпіонат | Чемпіонат | Нац. кубок | Нац. кубок | Нац. кубок | Єврокубки | Єврокубки | Єврокубки | Інші кубки | Інші кубки | Інші кубки | Загалом | Загалом | Загалом |
| Сезон                             | Команда                           | Змаг.                             | Матчі     | Голи      | Змаг.      | Матчі      | Голи       | Змаг.     | Матчі     | Голи      | Змаг.      | Матчі      | Голи       | Матчі   | Голи    |         |
| --------------------------------- | --------------------------------- | --------------------------------- | --------- | --------- | ---------- | ---------- | ---------- | --------- | --------- | --------- | ---------- | ---------- | ---------- | ------- | ------- | ------- |
| 2017-2018                         | «Лінферінг»                       | 1Л                                | 33        | 10        | -          | -          | -          | -         | -         | -         | -          | -          | -          | 33      | 10      |         |
| 2018-2019                         | «Лінферінг»                       | 1Л                                | 9         | 6         | -          | -          | -          | -         | -         | -         | -          | -          | -          | 9       | 6       |         |
| Загалом за «Лінферінг»            | Загалом за «Лінферінг»            | Загалом за «Лінферінг»            | 42        | 16        |            | -          | -          |           | -         | -         |            | -          | -          | 42      | 16      |         |
| 2017-2018                         | «Ред Булл» (Зальцбург)            | БЛ                                | 1         | 0         | КА         | -          | -          | ЛЧУ+ЛЄУ   | -         | -         | -          | -          | -          | 1       | 0       |         |
| 2018-2019                         | «Ред Булл» (Зальцбург)            | БЛ                                | 16        | 3         | КА         | 3          | 2          | ЛЧУ+ЛЄУ   | 0+1       | 0+0       | -          | -          | -          | 20      | 5       |         |
| 2019-2020                         | «Ред Булл» (Зальцбург)            | БЛ                                | 27        | 9         | КА         | 6          | 2          | ЛЧУ+ЛЄУ   | 5+2       | 1+0       | -          | -          | -          | 40      | 12      |         |
| 2020-січ. 2021                    | «Ред Булл» (Зальцбург)            | БЛ                                | 12        | 4         | КА         | 2          | 1          | ЛЧУ       | 8         | 4         | -          | -          | -          | 22      | 9       |         |
| Загалом за «Ред Булл» (Зальцбург) | Загалом за «Ред Булл» (Зальцбург) | Загалом за «Ред Булл» (Зальцбург) | 56        | 16        |            | 11         | 5          |           | 16        | 5         |            | -          | -          | 83      | 26      |         |
| Січ.-лип. 2021                    | «РБ Лейпциг»                      | БЛ                                | 0         | 0         | КН         | 0          | 0          | ЛЧУ       | 0         | 0         | -          | -          | -          | 0       | 0       |         |
| Усього за кар'єру                 | Усього за кар'єру                 | Усього за кар'єру                 | 98        | 32        |            | 11         | 5          |           | 16        | 5         |            | -          | -          | 125     | 42      |         |

### У збірній

#### По роках
Станом на 12 листопада 2020
| Національна збірна | Рік     | Матчі | Голи |
| ------------------ | ------- | ----- | ---- |
| Угорщина           | 2019    | 8     | 1    |
| Угорщина           | 2020    | 4     | 2    |
| Загалом            | Загалом | 12    | 3    |

#### По матчах
| Дата       | Місто    | Господарі   | Результат | Гості       | Турнір                                | Голи | Примітки |
| ---------- | -------- | ----------- | --------- | ----------- | ------------------------------------- | ---- | -------- |
| 21-3-2019  | Трнава   | Словаччина  | 2 – 0     | Угорщина    | Відбір до ЧЄ 2020                     | -    | 54'      |
| 24-3-2019  | Будапешт | Угорщина    | 2 – 1     | Хорватія    | Відбір до ЧЄ 2020                     | -    | 65'      |
| 8-6-2019   | Баку     | Азербайджан | 1 – 3     | Угорщина    | Відбір до ЧЄ 2020                     | -    | 28' 58'  |
| 11-6-2019  | Будапешт | Угорщина    | 1 – 0     | Уельс       | Відбір до ЧЄ 2020                     | -    | 83'      |
| 9-9-2019   | Будапешт | Угорщина    | 1 – 2     | Словаччина  | Відбір до ЧЄ 2020                     | 1    | 6'       |
| 13-10-2019 | Будапешт | Угорщина    | 1 – 0     | Азербайджан | Відбір до ЧЄ 2020                     | -    | 76'      |
| 15-11-2019 | Будапешт | Угорщина    | 1 – 2     | Уругвай     | товариський матч                      | -    | 68'      |
| 19-11-2019 | Кардіфф  | Уельс       | 2 – 0     | Угорщина    | Відбір до ЧЄ 2020                     | -    |          |
| 3-9-2020   | Сівас    | Туреччина   | 0 – 1     | Угорщина    | Ліга націй УЄФА 2020-2021 - 1-й раунд | 1    |          |
| 6-9-2020   | Будапешт | Угорщина    | 2 – 3     | Росія       | Ліга націй УЄФА 2020-2021 - 1-й раунд | -    | 82'      |
| 12-11-2020 | Будапешт | Угорщина    | 2 – 1     | Ісландія    | Відбір до ЧЄ 2020                     | 1    |          |
| 15-11-2020 | Будапешт | Угорщина    | 1 – 1     | Сербія      | Ліга націй УЄФА 2020-2021 - 1-й раунд | -    | 78'      |
| Усього     |          | Матчів      | 12        |             | Голів                                 | 3    |          |

## Досягнення
«Ред Булл» (Зальцбург)
- Бундесліга Австрії
  -  Чемпіон (6): 2017/18, 2018/19, 2019/20

- Кубок Австрії
  -  Володар (2): 2018/19, 2019/20

«РБ Лейпциг»
- Кубок Німеччини
  -  Володар (2): 2021/22, 2022/23

«Ліверпуль»
- Кубок Футбольної ліги
  -  Володар (1): 2023/24

- Прем'єр-ліга
  -  Чемпіон (1): 2024/25

Індивідуальні
- Команда сезону Першої ліги Австрії (1): 2017/18
- Найкращий гравець сезону Бундесліги Австрії (1): 2019/20